# بيكي سيمبسون
بيكي سيمبسون (بالإنجليزية: Becky Simpson)‏ هي كاتِبة وممثلة بريطانية، ولدت في 10 أغسطس 1986 في مانشستر في المملكة المتحدة.

## وصلات خارجية
- بيكي سيمبسون على موقع IMDb (الإنجليزية)
- بيكي سيمبسون على موقع قاعدة بيانات الفيلم (الإنجليزية)